# Семён
Семён — русская версия библейского (еврейского) имени Шимон (ивр. שִׁמְעוֹן‎ — «Он (Бог) услышал»).

## В Библии

### Танах
В Ветхом Завете упоминается несколько персонажей по имени Симеон. Наиболее известный из них — Симеон, сын Лии и Иакова (ср. слова, сказанные Лией при рождении Симеона: «И зачала опять и родила сына, и сказала: Господь услышал, что я нелюбима, и дал мне и сего. И нарекла ему имя: Симеон». (Быт. 29:33)

### Новый Завет
В Новом Завете имя Симон носят два апостола — Симон, сын Ионы (впоследствии получивший имя Пётр) и Симон Зилот (Симон Кананит). В Евангелиях от Матфея, Марка и Луки упоминается Симон Киринеянин, который нёс Крест Христа часть крестного пути. В Евангелии от Луки также упоминается Симеон Богоприимец.

## Именины
- Православные (даты даны по григорианскому календарю): 17 января, 8 февраля, 16 февраля, 21 февраля, 25 марта, 30 апреля, 10 мая, 23 мая, 6 июня, 3 августа, 14 сентября, 25 сентября, 15 декабря, 31 декабря[3].

## Фамилии, образованные от имени
От имени Семён образована одна из самых распространённых русских фамилий Семёнов, а также Семёновский (Семёновская).